# 黄大发
黄大发（1935年11月—），贵州遵义县（今遵义市播州区）平正仡佬族乡团结村半坎组人，男，汉族，1959年11月加入中国共产党。曾任平正仡佬族乡野彪办事处草王坝村党支部书记、大队长、村长等职务，因带领群众凿绝壁修水渠而著名，被誉为“当代愚公”。现任团结村名誉村支书、贵州省第十三届人民代表大会遵义地区代表。是首届29位七一勋章获得者之一。

## 生平
1935年11月，黄大发出生于贵州省遵义县。黄大发幼年丧父，9岁时母亲去世，成为孤儿，曾随私塾的教书先生学习过数日的三字经。
1958年，黄大发被推选为草王坝大队长，翌年加入中国共产党，此后任民主村村委会主任。上任之初，他所在的草王坝因为缺水，全村种的是包谷跟洋芋，没有水、电、路。由于这一原因，当地也流传着“山高石头多，出门就爬坡，一年四季包谷沙，过年才有米汤喝”的说法。为此黄大发立誓修渠引水、修路、通电。1960年代，河南林州修建了一条长余70公里、贯穿太行山腰，引漳水入林州的人工天河（即红旗渠）的故事，鼓舞了因缺水而在贫困线上挣扎的草王坝人。黄大发得知此故事后，他带着村里人效仿红旗渠修渠，名称为“红旗水利”，水源地选在离村不远的螺丝水河。村民们纷纷拿上锤子、扛上钢钎、带上锄头，到山上凿渠引水，但由于当时资金、技术等原因，导致整个工程施工进度慢，遇上洪水还需要重修。经历了十几年的修建，黄大发的第一次修渠宣告失败，水渠后来被废弃，后来被填平成了土马路。
1966年，黄大发担任民主村党支部书记、草王坝村党支部书记，直至2004年。
1977年，枫香区水利站从每个公社选取一人担任水利辅导员，主要任务是学习基本修水库、测量沟渠知识，并监督各公社的水利工程进度。由于黄大发有修渠的经验，他成为野彪公社被选拔的水利辅导员。黄大发在3年的学习中，参加了水利知识培训，对分流渠、导洪沟的常识也有了系统的了解。1979年，水利站学习计划搁置。此后黄连年起草申请报告，请求国家补助，重新修建水渠，但未得批复。1989年，黄大发回到枫香水利站学习修渠知识。
1990年代，随着水泥、炸药等工程物资的日益充足，再修水渠的时机已然成熟。为此黄大发决定重新修建水渠，然而再修水渠的提议遭到不少人的反对。经过再三思考，1991年，黄大发召开群众大会，而村民们开始响应黄大发的号召，再次重修水渠。同时黄还争得相关部门的支持，筹集近30万元的水渠建设资金，当地政府在资金极为紧张的情况下，拨付了6万元现金外加38万斤玉米。经过半年时间的勘察、测绘，技术人员重新规划了水渠线路。
1992年1月16日，黄大发主持修建的水渠再次开工。1994年4月，全长7200米的主渠建成，并于当年7月正式通水。通水当日，村里的群众杀羊摆酒以庆祝水渠通水。1995年春，长约2200米的支渠建成，至此水渠全部工程完工。该水渠最初的名字为“螺丝水工程”，后来改称“大发渠”。
水渠修建完毕后，黄大发又带领群众开展“坡改梯”工程，稻田从240亩增至720亩。此后他用了两年的时间给全村通上了电，又花十年时间给全村通上了路，极大改变了群众的生产生活条件。不仅如此，黄大发还将村里的小学多次迁址，校舍条件不断改善。尤其是在1997年，黄大发争取乡政府支持4万元，多次协调土地，将学校由偏远的高家坳搬迁至人口相对集中的艾子田上寨，建成砖木结构的校舍3栋。目前，村里的小学在爱心人士的帮助下，已变成占地1500多平方米，教学设施完备的“重点村级学校”。
2004年，黄大发不再担任草王坝村党支部书记，但他保留“名誉村支书记”头衔，继续关注村子的发展。

## 家庭
黄大发的妻子名为徐开美。两人共育有三子六女，其中二女儿和13岁的大孙子相继因患病离世，现仅剩两子五女。

## 评价
据一位从事水利工作30多年的播州区水利局原副局长黄著文评价称，黄大发是“活着的愚公”，其修建的渠被誉为“人间奇迹”。时任中共贵州省委书记、贵州省人大常委会主任陈敏尔评价黄为“年份英雄”。

## 荣誉
黄大发曾先后被遵义地委、行署授予“年度先进生产（工作）者”，多次被授予县、乡“优秀共产党员”荣誉称号，曾获得“贵州省第五届道德模范”奖项，2016年入选“贵州榜样·最美人物”。
2017年4月25日，中共中央宣传部向全社会公开发布黄大发的事迹，同时授予黄“时代楷模”荣誉称号。同年5月13日，中共贵州省委授予黄大发“全省脱贫攻坚优秀共产党员”称号。6月30日，入选“贵州年份英雄十大人物”。
2017年9月13日，黄大发获得国务院扶贫办主办的“2017年全国脱贫攻坚奖奋进奖”。同年11月，获得第六届全国道德模范（诚实守信类）奖项。
2018年2月，当选为感动中国2017年度人物。
2021年6月，被授予“七一勋章”

## 轶事
2017年4月，有关黄大发事迹的报道开始在网络上流传。人民日报、新华社等官媒发布长篇通讯，央视更是以上下两集的篇幅，在《新闻联播》播出他的事迹。另外江苏媒体《现代快报》制作的关于黄大发事迹的视频和H5也被网友转发。由于这一原因，黄大发成为了“网红”。
2017年11月17日，中共中央总书记、国家主席、中央军委主席习近平会见参加全国精神文明建设表彰大会的600多名代表，在回到队伍中间，准备同代表们合影时，看见了在后排站立的黄旭华和黄大发两位道德模范代表。习近平拉开前排的椅子，拉起两位老人的手，请他们到自己身边就坐，当时习近平说出了“你们这么大岁数，身体还不错。你们别站着了，到我边上坐下”、“来！挤挤就行了，就这样”的话语。最后两人坐在习近平身边，会场内响起了热烈的掌声。黄大发对此事表示：“总书记对我们老党员关心得很、尊敬得很，我很感动，也很光荣。”

## 相关文艺作品
- 《喊一声老黄》：以黄大发事迹为创作题材，由丁杰作词，马关辉作曲演唱的歌曲[18]。
- 《天渠》：由贵州省青联委员萧子静作词，贵州省著名男高音歌唱家、贵州民族大学音乐舞蹈学院副院长穆维平作曲并演唱的歌曲，一样以黄大发事迹为创作题材[19]。